# 홍콩해사박물관
홍콩해사박물관(香港海事博物館, Hong Kong Maritime Museum)은 홍콩에 있는 비영리 박물관이다. 홍콩해사박물관은 보트, 선박, 해양탐험과 무역, 해전의 발전에 초점을 둔다. 남중국해 및 인근 해역에 관련된 내용이 주를 이루지만 홍콩의 해양성장에 대한 내용도 다룬다. 홍콩해사박물관에서는 반(半)상설전시 및 특별 전시, 교육행사 등을 진행하고 건물에 카페가 있다.
홍콩해사박물관은 전근대를 다루는 고대갤러리와 근현대를 다루는 현대갤러리 둘로 나뉘는데 시대를 아우르는 선박 모형, 그림, 도자기, 무역품 및 선박 문서들 500가지 이상을 전시한다. 한나라 시기에 도자기로 제작된 2000년 된 모형 보트는 홍콩해사박물관의 주요 전시품들 중 하나다. 그 외에 1809년에서 1810년 사이 광둥성 해적들과 관련된 문제를 다룬 공문서가 있다.

## 같이 보기
- 컨테이너